# Schepsetkau
Schepsetkau war eine Prinzessin der altägyptischen 4. Dynastie und eine Tochter von Pharao Chephren. Sie ist nur durch Namensnennungen im Grab ihres Bruders Nebemachet (Felsgrab LG 86 auf dem Central Field der Nekropole von Gizeh) bekannt. Ob sie dort oder in einer eigenen Grabstätte beigesetzt wurde, ist unklar.

## Herkunft und Familie
Schepsetkau war eine Tochter von Pharao Chephren, dem vierten Herrscher der 4. Dynastie, und dessen königlicher Gemahlin Meresanch III. Sie hatte mehrere Vollgeschwister: Ihre Brüder Cheneterka, Duaenre, Nebemachet und Niuserre sowie zwei Schwestern, deren Namen nicht überliefert sind. Aus weiteren Ehen Chephrens stammen zahlreiche Halbgeschwister, darunter der spätere Pharao Mykerinos.

## Titel
Schepsetkau trug den Titel einer „leiblichen Königstochter“.